# Ehrenbreitstein (Coblenza)
Ehrenbreitstein è una frazione della città tedesca di Coblenza, nel Land della Renania-Palatinato. Si trova sulla riva destra del Reno di fronte al Deutsches Eck. Fino al 1937, quando fu incorporata in Coblenza, era una cittadina indipendente. Nel XVII secolo i principi elettori di Treviri la elessero a loro residenza. Ehrenbreitstein è dominata dalla fortezza di Ehrenbreitstein, costruita sull'omonimo colle che la sovrasta. Dal 2002 il quartiere vecchio appartiene al bene protetto dall'UNESCO denominato Gola del Reno.

## Geografia
Il territorio della frazione Ehrenbreitstein è distribuito su un'altezza variabile. L'insediamento abitato si trova in una valle a livello del fiume Reno, inserito fra colline a nord e a est. A nord si eleva ad un'altezza di 114 metri s.l.m. lo sperone roccioso di Ehrenbreitstein, sul cui plateau troneggia la fortezza di Ehrenbreitstein. La valle di Ehrenbreitstein era una volta attraversata da due torrenti, il Mühlenbach e l'Arzheimer Bach, che nel XIX secolo furono canalizzati sotto la cittadina fino al Reno.

## Denominazione
Un insediamento in Ehrenbreitstein fu citato per la prima volta nel 1211 come la metà di un mulino, villa Mulne sub Herinbrechtstein, quando fu donato a un convento femminile di suore benedettine. Il nome poi cambiò più volte: nel 1284 Mulinheym, nel 1304 Molin, nel 1411 Mulen under Helfenstein fino al 1532 Mühlheim im Thal. Nel 1355 comparve il nome di Tal (valle) per la località, citata poi come Dail o Dael (1459). Con l'erezione del castello di Philippsburg da parte del principe elettore Philipp Christoph von Sötern anche l'insediamento abitato prese il nome ufficiale di Philippstal. Durante la guerra dei trent'anni assunse il nome attuale.

## Storia
Ehrenbreitstein, grazie alle alture che la circondano e la prossimità alla confluenza del Reno con la Mosella, è uno dei più antichi insediamenti fortificati della Germania. Tra il 200 e il 450 vi era una rocca tardo-romana fortificata a difesa della confluenza fra Reno e Mosella, della strada romana e del vicino limes germanico-retico. Verso il 1000 si ha una citazione esplicita di una fortificazione ad Ehrenbreitstein, eretta dalla casa dei Corradinidi. Nel 1020 passò di proprietà dell'arcidiocesi di Treviri. Nel 1160 l'arcivescovo Hillin von Falmagne fece ampliare la fortificazione. Il principe elettore Richard von Greiffenklau zu Vollrads fece ristrutturare la fortificazione nel XVI secolo portandovi anche, nel 1524, alcuni cannoni fatti fondere a Francoforte sul Meno.
Nel 1493 vi fu eretta un'abbazia di agostiniani ove insegnò teologia anche Martin Lutero. Nel 1573 l'abbazia fu smantellata.
Tra il 1626 e il 1632 l'arcivescovo Philipp Christoph von Sötern vi fece erigere il castello di Philippsburg, ove stabilì la propria residenza, essendo divenuta Treviri per lui poco sicura. Nel 1627, su sua richiesta, s'insediarono nella località i Cappuccini, che vi eressero un convento. Nel 1636, durante la guerra dei trent'anni, Ehrenbreitstein fu devastata. I successivi principi elettori vi mantennero la loro residenza. Da essi venne un forte impulso per la vita politica e culturale della cittadina. Direttamente sulla via che portava al castello il principe elettore Franz Georg von Schönborn fece erigere un palazzo tra il 1738 e il 1749, il cosiddetto Dikasterium, per alloggiare l'amministrazione centrale del principato, progettato da Johann Balthasar Neumann. All'interno del complesso fu eretto un sobrio fabbricato per alloggiare soldati, personale e laboratori. Nel 1672 la località fu protetta per la prima volta da un muro di cinta che la circondava. Con il principe elettore Clemente Venceslao di Sassonia la località cessò di essere residenza dei principi elettori di Treviri: egli fece erigere un altro castello a Coblenza ove si trasferì nel 1786 e gran parte della popolazione di Ehrenbreitstein lo seguì.
Dopo l'occupazione di Coblenza da parte delle truppe rivoluzionarie francesi nel 1794, questi assediarono la fortezza fino alla resa senza combattimenti del 1799. Nel 1801, a seguito della pace di Luneville la fortezza fu fatta saltare in aria. Il castello di Philippsburg, che si trovava al di sotto fu talmente danneggiato da dover essere distrutto.
La Relazione conclusiva della Deputazione imperiale del 1801 assegnò Ehrenbreitstein al ducato di Nassau e, nel 1815 alla Prussia. Tra il 1817 e il 1828 le autorità militari prussiane fecero ricostruire una fortezza su Ehrenbreitstein nel quadro della erezione di Coblenza a piazzaforte. Ehrenbreitstein divenne guarnigione prussiana, gli edifici rimasti della residenza dei Principi Elettori divennero caserme e il convento dei Cappuccini un magazzino militare. 
Fino al metà del XIX secolo anche la fortificazione della città fu potenziata ma già nel 1890 veniva abbandonata. Poco dopo la ripulitura della zona dal castello di Philippsburg fu costruita una strada lungo il Reno per Vallendar (oggi strada federale B 42). Nel 1869 seguì la costruzione della strada sulla destra del Reno. Il 1 luglio 1937 Ehrenbreitstein fu annessa a Coblenza, della quale divenne una frazione.
Nella seconda guerra mondiale i bombardamenti aerei su Coblenza recarono a Ehrenbreitstein danni relativamente modesti: la chiesa della Santa Croce del 1707 andò completamente distrutta, così come la casa ove visse e tenne il suo salotto letterario la scrittrice Sophie von La Roche. Negli anni settanta iniziarono i lavori di restauro del centro abitato, che solo nel 2014 furono terminati. Negli anni dal 1997 al 2003 Ehrenbreitstein fu dotata di sistemi contro le alluvioni tra cui anche un muro di difesa e di pompe per smaltire le acque delle piene.

## Monumenti e luoghi d'interesse
- Fortezza
- Dikasterium
- Convento dei Cappuccini
- Konradhaus

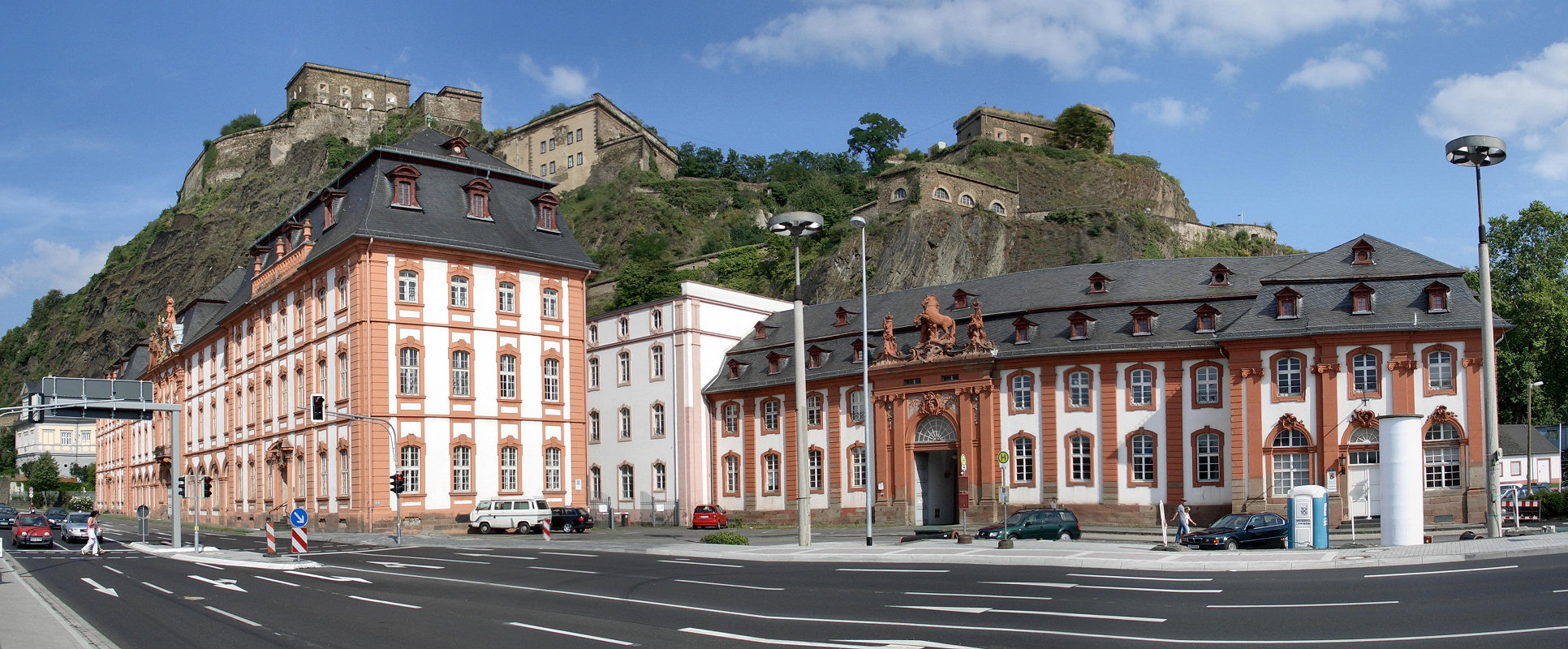
Il complesso del Dikasterium

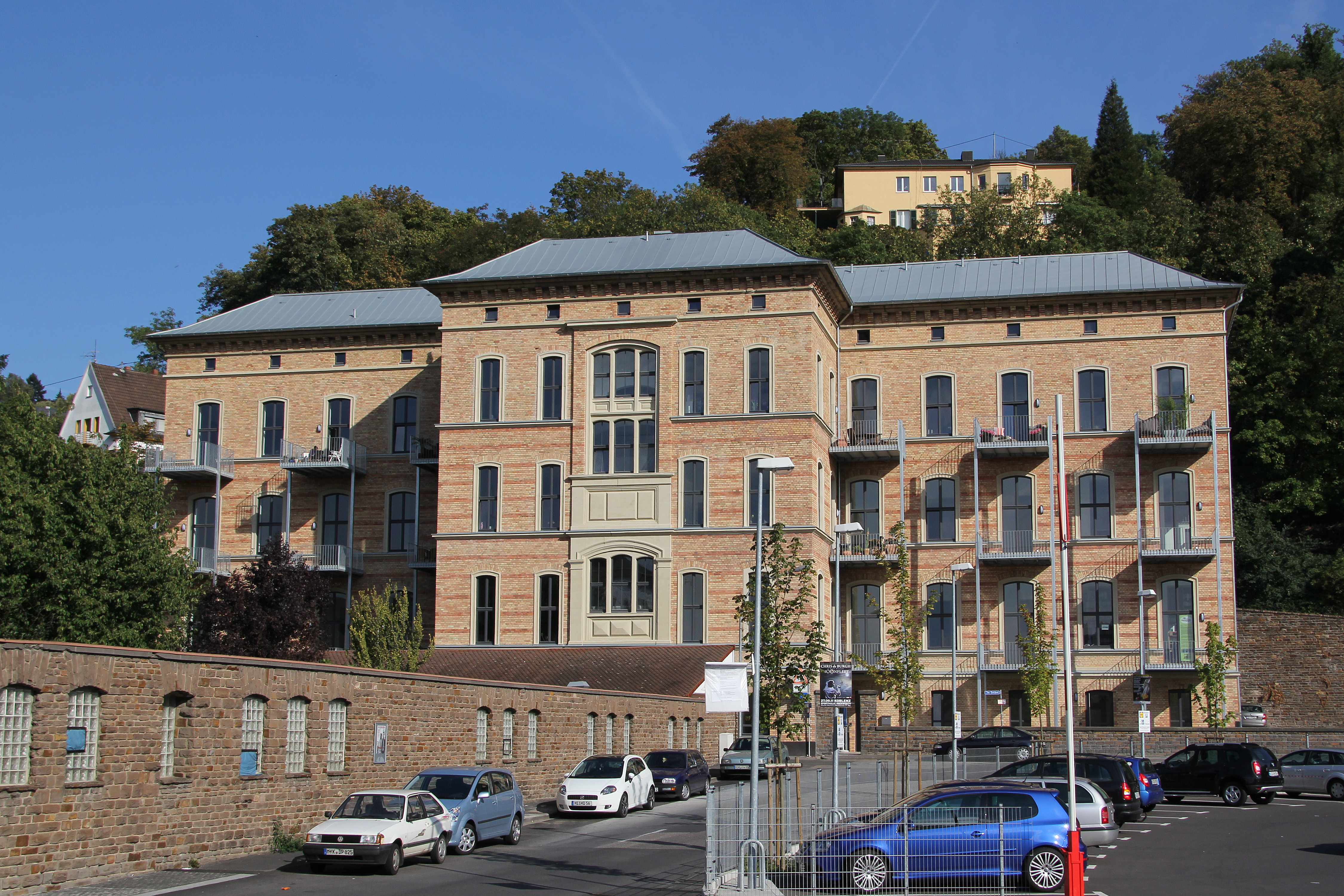
Casa di Martin Gropius, ex ospedale militare della guarnigione

- Torre di sant'Eriberto, torre di guardia risalente al XVI secolo
- Rheinburg